# Roshnow
Roshnow (persiska: چِشمِه ميرزا, رشنو, Cheshmeh Mīrzā, چشمه ميرزا) är en ort i Iran.   Den ligger i provinsen Lorestan, i den västra delen av landet, 500 km sydväst om huvudstaden Teheran. Roshnow ligger 1 192 meter över havet och antalet invånare är 151.
Terrängen runt Roshnow är huvudsakligen kuperad, men österut är den platt. Runt Roshnow är det ganska tätbefolkat, med 52 invånare per kvadratkilometer. Närmaste större samhälle är Garāb, 11,2 km väster om Roshnow. Omgivningarna runt Roshnow är i huvudsak ett öppet busklandskap.